# نامار

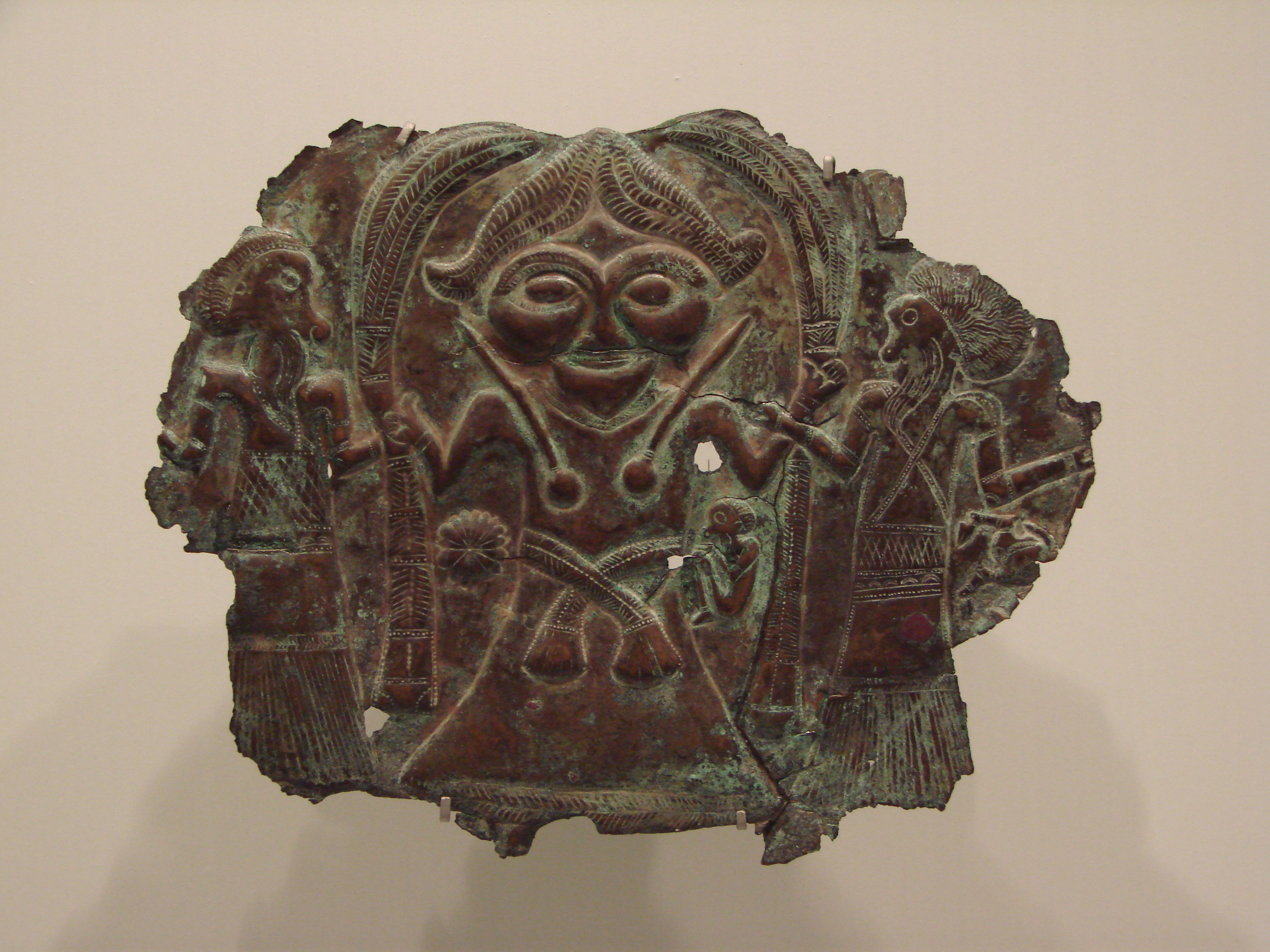
یک الهه کاسی، هزارهٔ یکم پ.م

نامار در بخش وسطای مسیر رود سیروان قرار داشت و شلمنسر سوم در سال ۸۴۲ پ.م به آنجا لشکرکشی کرد.

## هزارهٔ سوم
بخشی از خاک ماد در ربع سوم هزارهٔ سوم پیش از میلاد جزو منطقه‌ای است که الواح میخی بر آن پرتو افکنده سخن گفته‌اند. از آثاری که به زبان سومری و اکدی و هوریانی در دست است چنین مستفاد می‌گردد که در کوهپایه‌های زاگرس و آنجایی که بعدها ماد غربی را تشکیل می‌داد قبایل هوریان و لولوبیان و کوتیان و ظاهراً قبایل دیگری که با عیلامیان قرابت داشتند، زندگی می‌کردند.
کتیبهٔ نارام‌سین نوهٔ سارگون بزرگ از سلالهٔ اکد - قرن ۲۳ پیش از میلاد - در لوح مشهور پیروزی خویش  برای بار اول از لولوبیان یاد می‌کند. در نوشته‌ای که نیم آن محو شده چنین منقول است: 
| سیدوررو که کوهستانیان لولوبوم را گرد آورد... |

 این نوشته محتملا مربوط به تصویر دشمنی است که مغلوب نارام‌سین گشته‌است. لشکرکشی علیه لولوبوم پایان منطقی یک سلسله عملیات جنگی بود که آن پادشاه به کوهپایه‌های زاگرس علیه نامار در درّهٔ دیاله و کشور سیموروم بر رود زاب‌کوچک و مارخاشی در عیلام به عمل آورد.

### هزارهٔ دوم
قبایلی که بزبان هوریانی سخن می‌گفتند در هزارهٔ دوم پ.م در میانرودان شمالی و تا حدی در سوریه و در سراسر فلات ارمنستان پراکنده بودند. اینان تا اواسط هزارهٔ اول پ.م در کنار قبایلی که منشأ دیگر داشتند باقی ماندند. زبان هوریانی با زبان اورارتویی خویشاوندی نزدیک داشت. نبشته‌ای به خط اکدی و به زبان هوریانی از شخصی بنام تیشاری پادشاه اورکیش و نامار از ربع سوم هزارهٔ سوم پیش از میلاد بدست ما رسیده است. محل اورکیش مشخص نیست و مورد بحث می‌باشد ولی نامار مسلماً مکانی است که بعدها نامار یا نامرو خوانده شد- یعنی در درّهٔ رود دیاله. 

#### هزارهٔ یکم
در پایان هزارهٔ دوم و طی آغاز هزارهٔ‌یکم سرزمین بابلی نامار و حکومت آن به خاندان‌های غیر سامی و غیر هوری بیت‌کارزیابکو و بیت همبان تعلق داشته است. آغاز هزارهٔ‌یکم و دوران استقلال نامار در آنجا پادشاهی از خاندان بیت‌همبان سلطنت می‌کرده است که به لقب یانزی (یانسی) ملقب بود و الهه نامار الهه کوه شمالی کاسی شمرده می‌شد.

##### ۸۰۰ پیش از میلاد
در سال ۸۴۲ پ.م شلمنسر سوم آشوب نامار را خاموش کرد و پیشوای بیت همبان را که مجاور نامار بود به پادشاهی آنجا مستقر ساخت. یانزی مزبور در سال ۸۳۴ پ.م از اطاعت آشور سرپیچی کرد و این بهانه‌ای شد برای نخستین لشکرکشی شلمنسرسوم به خاک ماد.
لشکریان آشور از سوی شمال‌شرقی و از طریق گردنه‌های جبال خشمار به طرف نامار سرازیر شدند. آشوریان دژهای نامار را تارومار کرده اموالی را که در کوهستان‌ها مخفی شده بود تصرف نمودند و این عملیات چنان سریع انجام گرفت که فرصتی برای اقدامات دیگر باقی نماند و آشوریان به قصد غارت و چپاول به سوی داخل سرزمین ماد به حرکت در آمدند. محتملا یانزی نامار به ماد گریخته بود و این خود بهانه‌ای برای حملهٔ آشور به آن خطه شد. لشکریان آشور در مرحلهٔ اول پیشرفت وارد کشور پارسوا شدند و از ۲۷ پادشاهی کوچک آن سرزمین خراج ستاندند.